# Liga Lombardă

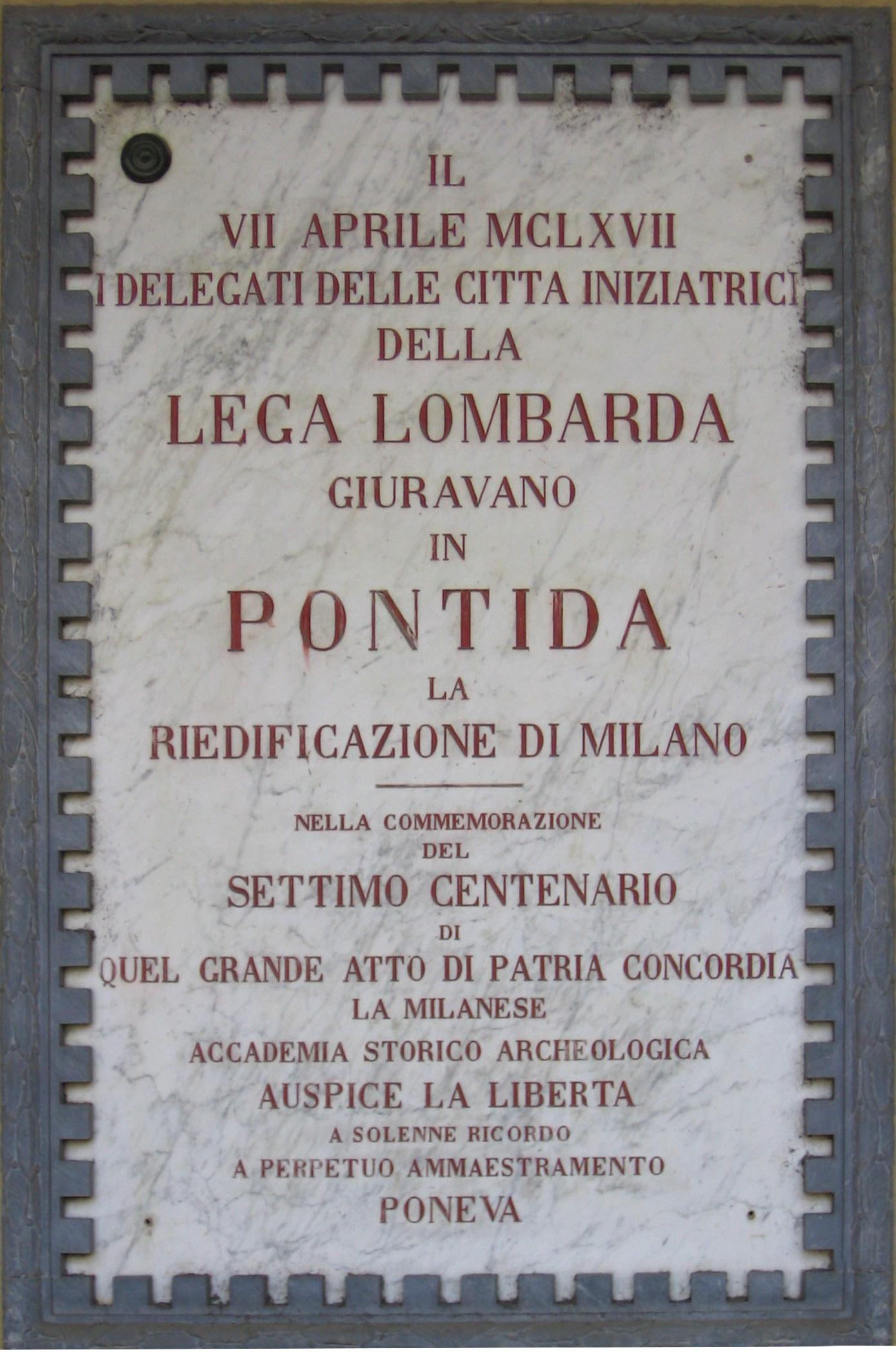
Placă memorială în locul în care a avut loc Jurământul de la Pontida

Liga Lombardă (în limba italiană, Lega Lombarda) a fost o alianță constituită în jurul anului 1167, care la apogeul său a cuprins cele mai multe orașe din Italia de nord (deși calitatea de membru s-a modificat în timp). Printre altele, la Liga Lombardo au aderat orașele Crema, Cremona, Mantova, Piacenza, Bergamo, Brescia, Milano, Genova, Bologna, Padova, Modena, Reggio Emilia, Treviso, Veneția, Vercelli, Vicenza, Verona, Lodi, Parma. Rațiunea constituirii Ligii Lombarde a reprezentat-o contraponderea care se cerea realizată în opoziție cu împăratul Frederic I Barbarossa, care căuta să impună înfluența imperială asupra Italiei. Frederic pretindea controlul imperial direct prin Dieta de la Roncaglia din (1158). Liga se bucura de sprijinul papei Alexandru al III-lea, care de asemenea își dorea slăbirea poziției Imperiului în Italia. Bătălia de la Legnano din 29 mai 1176 a consemnat înfrângerea lui Frederic I și, prin Pacea de la Veneția din 1177, s-a căzut de acord asupra unui armistițiu de șapte ani. Prin Pacea de la Konstanz din 1183, orașele italiene au acceptat să își mențină loialitatea față de Imperiu, însă cu menținerea jurisdicțiilor asupra propriilor teritorii.
Liga Lombardă a fost în câteva rânduri reînnoită, iar în anul 1226 și-a recâștigat vechiul prestigiu, prin opoziția față de eforturile împăratului Frederic al II-lea de Hohenstaufen de a-și spori puterea în Italia. Aceste efortui s-au materializat în cucerirea Vicenzei și în bătălia de la Cortenuova, evenimente care au restabilit reputația Imperiului. Însă Frederic al II-lea a judecat eronat mersul lucrurilor, prin respingerea tuturor inițiativelor de pace ale Ligii Lombarde și insistența asupra capitulării necondiționate a orașelor italiene. Milano și alte cinci orașe au persistat în a se opune împăratului, care a trebuit să ridice asediul asupra Bresciei.
Primind și de această dată sprijinul papalității, Liga Lombardă a reușit să contracareze eforturile lui Frederic al II-lea. În 1249, în timp ce asediau Parma, trupele lui Frederic au fost atacate, iar tabăra imperială capturată. Cu aceată ocazie, Frederic al II-lea a pierdut tezaurul imperial și totodată orice speranță de a-și întreține trupele care să lupte împotriva comunelor răsculate din Italia și a papei.
Liga Lombardă s-a autodizolvat în anul 1250, odată ce împăratul Frederic al II-lea de Hohenstaufen a încetat din viață.